# Bommern
Bommern ist einer der sieben Stadtteile von Witten und aufgrund des Bergbauwanderwegs Muttental ein bekanntes Ausflugsziel.

## Geschichte

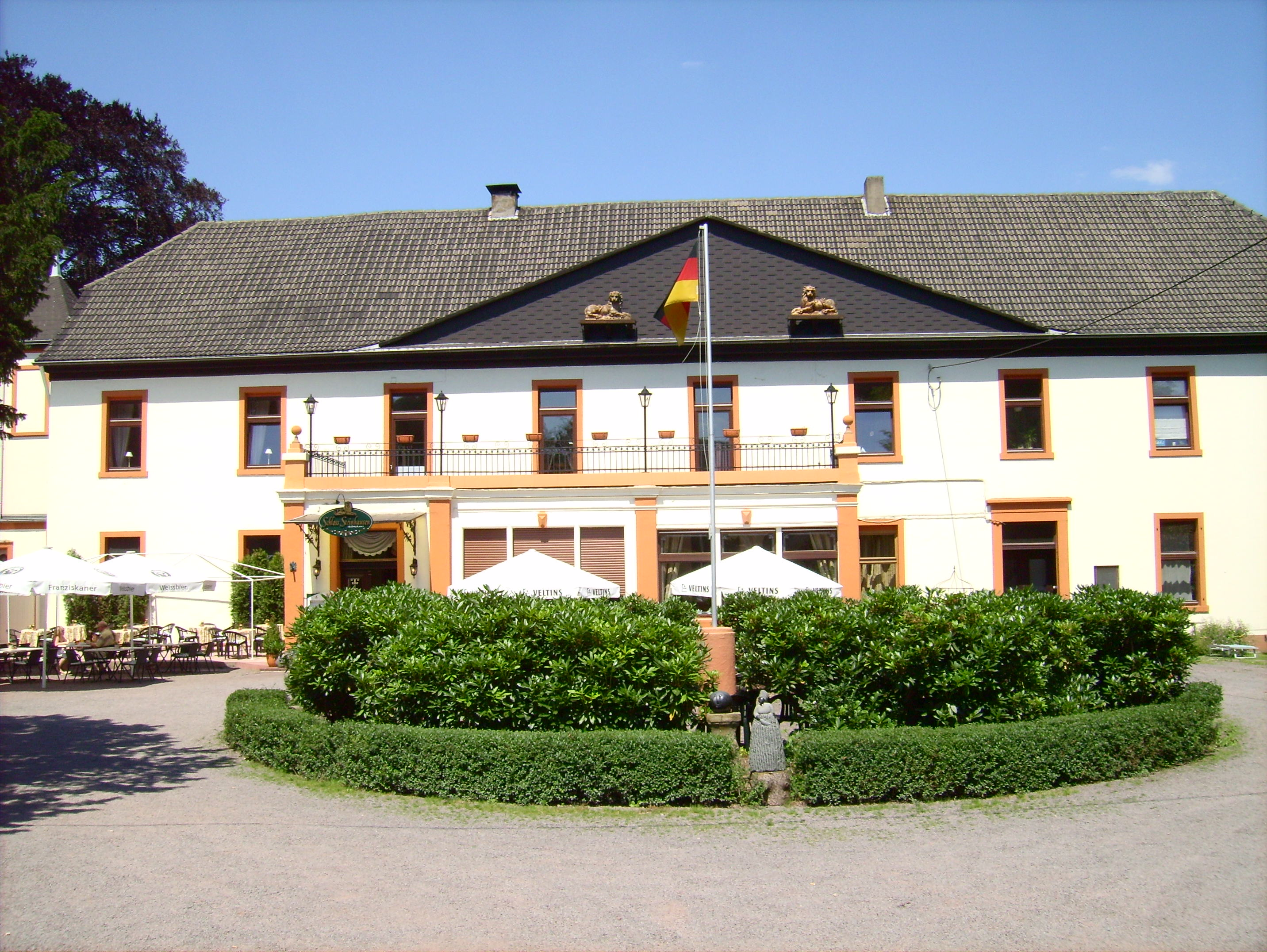
Schloss Steinhausen, Ansicht von Süden

In den so genannten Werdener Urbare wird im Jahr 990 ein Bodenburion aufgeführt, von dem man annimmt, dass es sich dabei um Bommern handelt. Eine abgeleitete Überlieferung des Namens findet sich bis heute in der Bezeichnung der längsten Straße Bommerns, des Bodenborns. In den Vogteirollen des Stifts Essen wurde der Ort als Budenberen geführt. 1229 wird der Ort Budenbern oder Budenborne genannt. 1312 erscheint urkundlich ein Theodericus de Budenberne. 1423 wurde der Ort Buddenberch genannt. Der Ortsname Bommern erscheint erstmals 1841 in einer Ortschaftstabelle.
Bommern gehörte im Spätmittelalter und der Frühen Neuzeit in eigener Bauerschaft (Boemer burschop) im Amt Wetter und Gericht Wengern zur Grafschaft Mark. Laut dem Schatzbuch der Grafschaft Mark von 1486 hatten die 16 Steuerpflichtigen in der Bauerschaft zwischen ein Goldgulden und acht Goldgulden an Abgabe zu leisten. Größter Steuerzahler war Garthuyß mit acht Goldgulden. Im Jahr 1705 waren in der vergrößerten Bauerschaft (In der Bommerder Baurschafft) 30 Steuerpflichtige mit Abgaben an die Rentei Wetter im Kataster verzeichnet.
Die Deutung des Ortsnamens kann mit bei den Häusern des Bödo umschrieben werden.
Bommern entstand nicht aus einem Dorfkern heraus, vielmehr können heute mehrere Siedlungsschwerpunkte nachgewiesen werden, die sich über das gesamte Gebiet des heutigen Bommerns erstrecken. Aus Aufzeichnungen aus dem späten 15. Jahrhundert geht hervor, dass in Bommern zu dieser Zeit zehn große Höfe an das Stift Herdecke abgabepflichtig waren. Zu Bedeutung über die Region hinaus gelangte Bommern Mitte des 18. Jahrhunderts, als nahe dem Ruhrufer mit der Kohleförderung begonnen wurde. Das Gebiet, in dem die Kohle gefördert wurde, ist heute als so genannter Bergbauhistorischer Wanderpfad (Bergbauwanderweg Muttental) ein beliebtes Ausflugsziel für Besucher aus der gesamten Region. Seit der Mitte des 19. Jahrhunderts gehörte die Gemeinde Bommern zum Amt Volmarstein im Kreis Hagen. Am 1. April 1895 schied die Gemeinde Bommern aus diesem Amt aus und bildete fortan ein eigenes Amt Bommern im Landkreis Hagen.

### Kirchengeschichte
Eng mit der Kirche in Wengern verbunden, bekannten sich die Bommeraner Christen ab 1543 zu den Lehren Luthers. Ende des 19. Jahrhunderts kam es zwischen den Bommeranern Protestanten und der Landeskirche zu erheblichen Verstimmungen. Bommern wünschte sich eine eigene Kirche, die Bitte wurde von der Landeskirche jedoch, so wird es überliefert, „schroff“ abgelehnt, woraufhin etwa 200 Bommeraner aus der Kirche austraten. 1890 gab die Landeskirche dem Drängen der Bommeraner nach, 1892 wurde mit dem Bau einer eigenen Kirche begonnen. Auf die traditionelle Ausrichtung des Chores gen Osten wurde verzichtet, da es so möglich war, die Kirche auf einem Hügel zu errichten, weithin sichtbar.
1889 entstand auch in Witten eine Freie evangelische Gemeinde (FeG Witten). Sie ging aus der Wittener Stadtmission hervor, die auch eine eigene Druckerei und Buchhandlung unterhielt (heute SCM Bundes-Verlag). Beides wurde von Friedrich Fries gegründet, der außerdem das Diakonische Werk „Bethanien“ in Solingen ins Leben rief. Beide Institutionen gibt es noch heute.

### Bommeraner Ruhrbrücke
Witten und Bommern werden durch die Ruhr voneinander getrennt. Aus historischen Dokumenten geht hervor, dass im Jahr 1503 eine Holzbrücke, die Bommern und Witten miteinander verband, durch extremen Eisgang zerstört wurde. Es ist nicht bekannt, wer diese Brücke errichtete und wann das geschah. Erst im Jahr 1882 wurde eine neue Brücke zwischen Bommern und Witten eingeweiht. Bis 1882 verkehrte eine Fähre zwischen den beiden Uferseiten. Die 1882 errichtete Brücke versah ihren Dienst bis 1936; die zwischen Januar und Juli des Jahres neu errichtete Überführung der Ruhr überstand im Krieg 1944 die Bombardierung der Alliierten unbeschadet und versah bis 1997 ihren Dienst. Am 8. Juni 1997 wurde die aktuelle Brücke eingeweiht.

### Bommeraner Fährunglück
Im September 1838 starben 42 Menschen, die meisten von ihnen Bommeraner, beim Kentern der Fähre. Der Unfall ereignete sich, als offenbar angetrunkene Fahrgäste begannen, die Fähre zum Schaukeln zu bringen. Das Gros der Gäste kam von einem Besuch der Wittener Zwiebelkirmes. Die Fähre kenterte, als nach dem Überschwappen einer Welle Panik auf der Fähre ausbrach.

### Eingemeindung

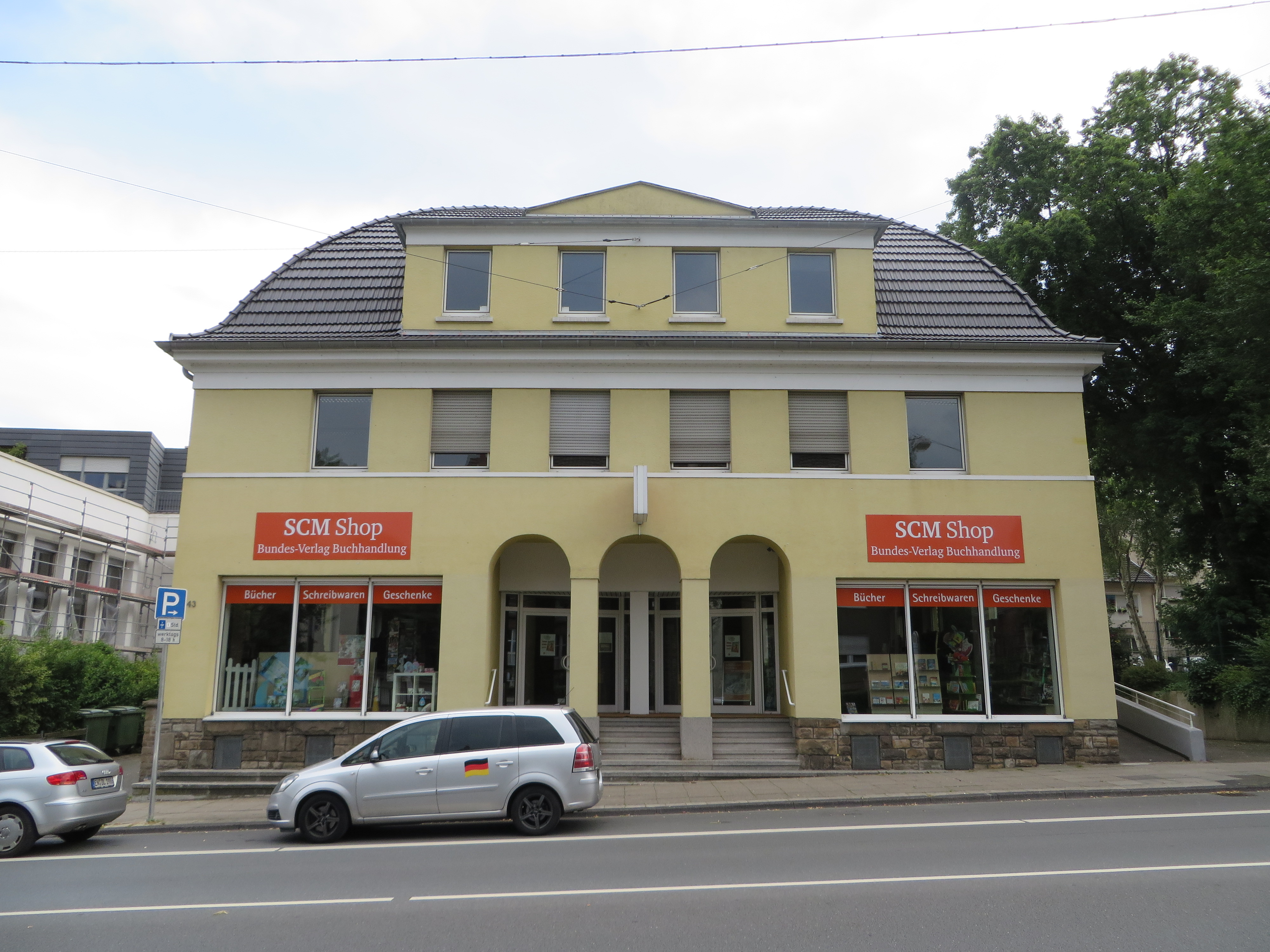
Gebäude des Bundes-Verlags in Bommern

Im Zuge der Gemeindereform des Jahres gab Bommern am 1. August 1929 seine Selbstständigkeit auf und schloss sich der auf der gegenüberliegenden Ruhrseite gelegenen Stadt Witten an.

### Einwohnerentwicklung nach 1975
Trotz der vielen Neubauten, die den Zuzug von Neubürgern in die grüne Seite Wittens, südlich der Ruhr, förderten, geht die Einwohnerzahl langfristig zurück. 1975 zählte Bommern noch 9322 Einwohner. Im Juni 2005 lebten 8711 Bürger in Bommern. Bis 2015 sank die Bevölkerung auf 8458. Bis 2020 stieg die Einwohnerzahl leicht auf 8517.

## Stadtteilbezirke
- Steinhausen (61)
- Bommerbank (62)
- Bommerfeld (63)
- Wettberg (64)
- Buschey (65)
- Bommeregge (66)

(Die Zahl in den Klammern ist die Stadtteilbezirkskennziffer)
Obwohl zu Bommern in der allgemeinen Wahrnehmung auch Bommerholz gezählt wird und zum Beispiel die Stadtteilplanungen des bis 2009 zu erstellenden neuen Flächennutzungsplanes der Stadt Witten Bommerholz und Bommern als eine zusammengehörende Einheit betrachtet, ist Bommerholz ein Ortsteil von Herbede.

## Wirtschaft und Infrastruktur

### Verkehr

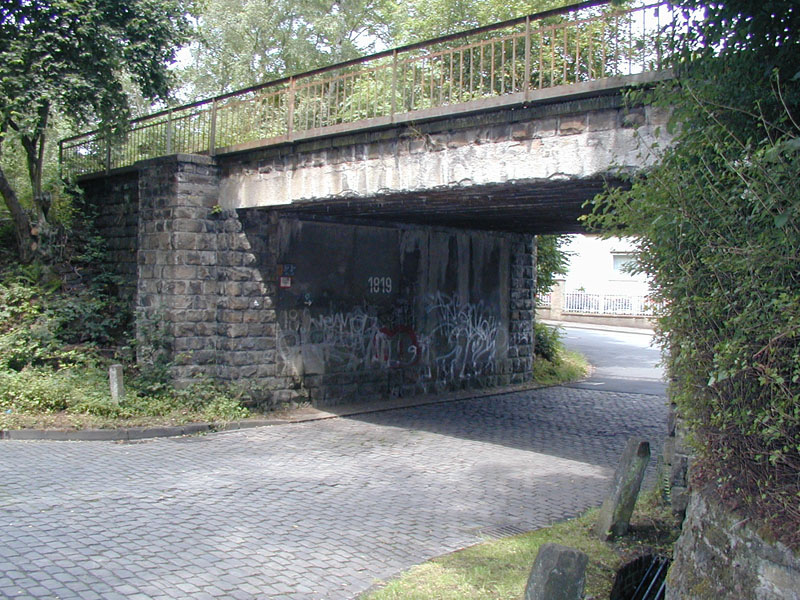
Unterführung der Ruhrtalbahn

Die Ruhr trennt Bommern genauso wie den Stadtteil Herbede vom Rest Wittens. Drei Brücken (eine für den Straßenverkehr, das Ruhr-Viadukt sowie für Fußgänger die Nachtigallbrücke) verbinden den Ortsteil mit der Innenstadt.
Bis zum 18. Oktober 1954 fuhr noch eine Straßenbahn (Linie 10) vom Wittener Rathaus nach Bommern.
Die Linien 379, 592, SB38 und NE17 (welche von der BOGESTRA und der VER betreiben werden) bedienen diesen Stadtteil.
| Linie | Verlauf | Takt (Mo–Fr)                                                                                      |
| ----- | --- | ------------------------------------------------------------------------------------------------- |
| SB38  | Hattingen Mitte – Burg Blankenstein – Haus Kemnade – Witten-Herbede – Witten Hbf – Witten-Bommern – Wetter-Wengern – Wetter Bf – Grundschöttel – Gevelsberg-Silschede – Gevelsberg Hbf – Milspe – Ennepetal Busbahnhof | 60 min                                                                                            |
| 379   | Harpen, Ruhr-Park – Werne Amt – Bochum-Langendreer – Langendreer Markt – Langendreerholz – Witten Rathaus – Witten Hbf – Witten-Bommern Bf – Bommern Mitte – Bommeraner Heide – Durchholz – Haßlinghausen Busbahnhof   | 30 min (Ruhr Park–Bomm. Heide) 15 min (Witten Rathaus–Bomm. Heide) 60 min (Bomm. Heide–Haßlingh.) |
| 592   | Witten Hbf – Witten-Rathaus – Witten-Bommern – Wetter-Wengern – Wetter-Oberwengern – Wetter Bf | 60 min                                                                                            |
| NE17  | BO-Ruhr-Universität – Witten Herbede – Witten Hbf – Bommern – Witten Rathaus – Heven – BO-Ruhr-Universität | 60 min                                                                                            |

Die Ruhrtalbahn, seit vielen Jahren eine Museumsbahn, hält auf dem Weg von Hagen Hbf nach Dahlhausen am Bahnhof Bommern. In den kommenden Jahren soll die Strecke wieder für den SPNV reaktiviert werden
Das S-Bahnzielnetz 2015 hatte ursprünglich vorgesehen, in Fahrtrichtung Witten hinter dem Haltepunkt Wetter (Ruhr) eine Ausfädelung zu bauen, damit die S-Bahnen auf der anderen Ruhrseite die reaktivierten Haltepunkte Wetter-Wengern Ost und Witten-Bommern Höhe bedienen. Wetter (Ruhr) wäre damit zum Knotenbahnhof geworden. Nach dem Amtsantritt Oliver Wittkes 2005 wurden allerdings sämtliche Zielvereinbarungen einer Neubewertung unterzogen. Die notwendige neue Ruhrbrücke wurde abgelehnt, sodass die S-Bahn ihren Weg nicht ändern wird.

### Bildung

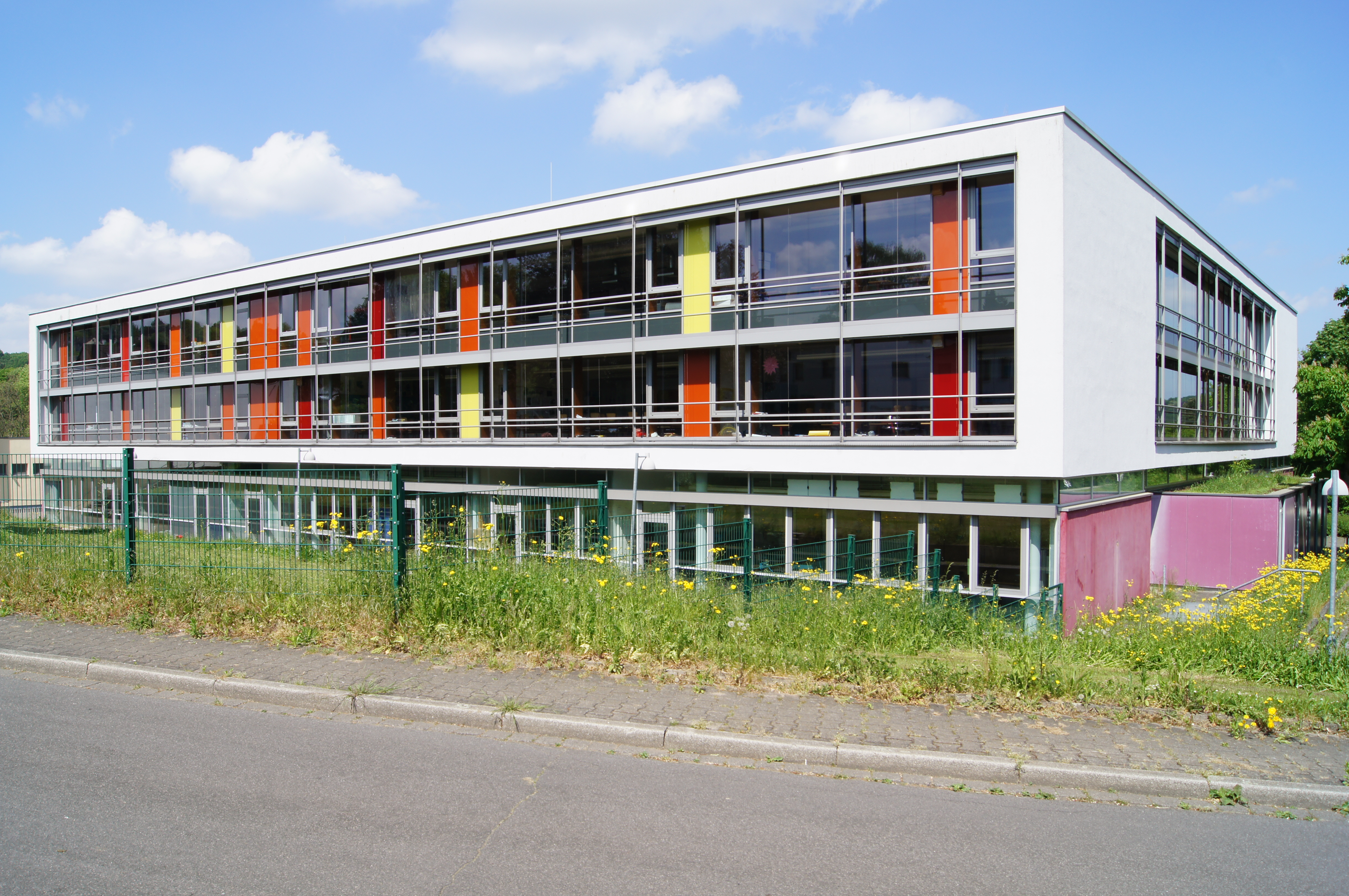
Helene-Lohmann-Realschule 2018

Bommern hat eine Realschule (Helene-Lohmann-Realschule) und eine Grundschule (Brenschenschule).

### Medien
Das Medienangebot entspricht dem der Stadt Witten. Darüber hinaus erscheint in Bommern:
- Der Bommeraner (monatliches Anzeigenmagazin mit den Schwerpunkten Stadtgeschichte, Vereine und Politik vor Ort). Diese Publikation erscheint darüber hinaus im Herbeder Ortsteil Bommerholz sowie in Wengern.
- Ferner ist in Bommern das Redaktionsbüro Nordrhein-Westfalen und Niedersachsen der bundesweit erscheinenden Sanitär- und Heizungs-Fachzeitschrift „SBZ“ ansässig.

## Kultur und Sehenswürdigkeiten

### Sehenswürdigkeiten

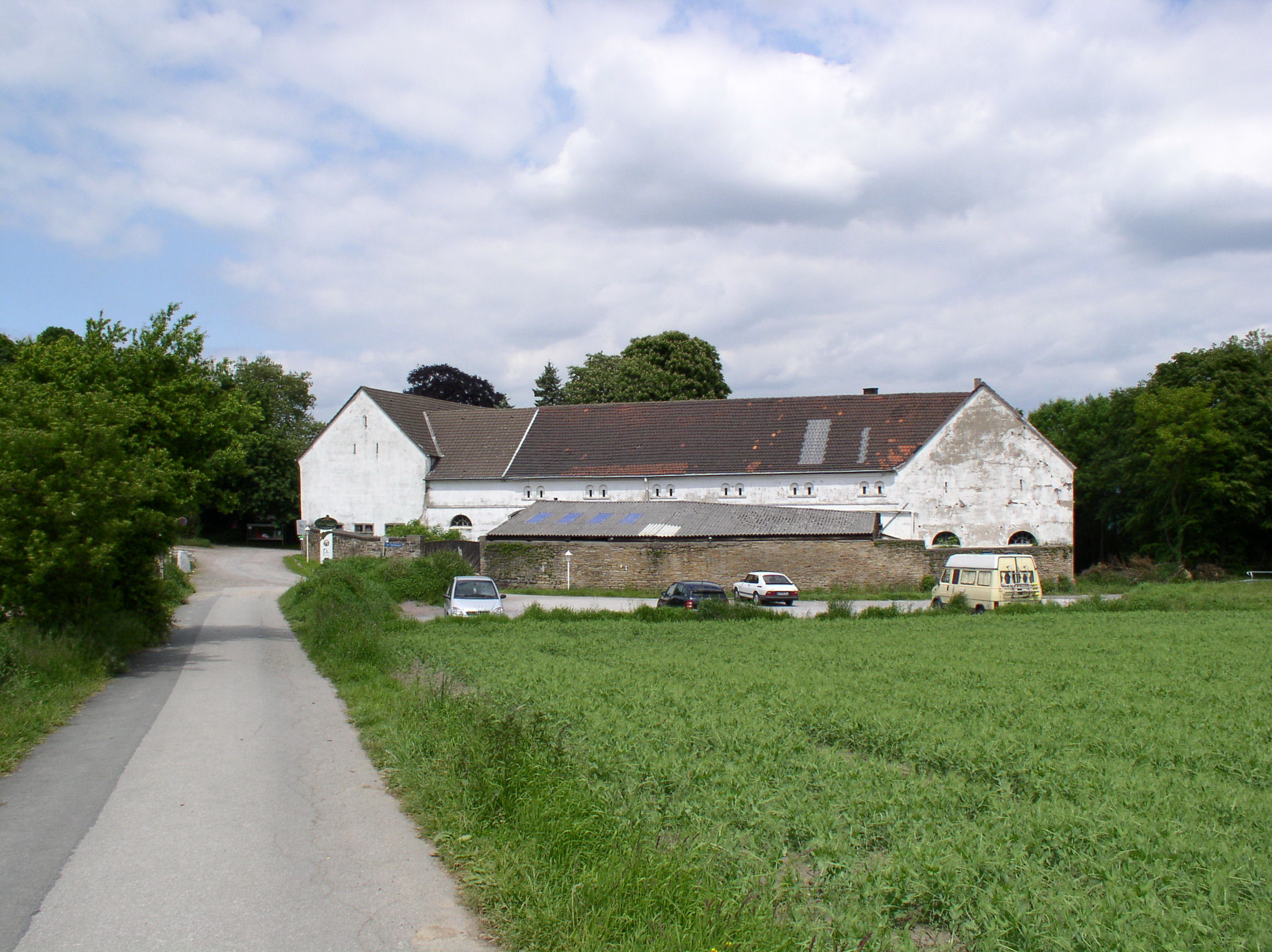
Schloss Steinhausen, Ansicht von Süden

- Bergbauwanderweg Muttental, Wanderweg durch ein ehemaliges Bergbaugebiet mit Zechen und anderen Sehenswürdigkeiten
- Zeche Nachtigall, Industriemuseum
- Gruben- und Feldbahnmuseum Zeche Theresia, Sammlung von diversen Bahnen
- Schloss Steinhausen, Herrenhaus Anfang des 19. Jh., heute: größte Mountainbikeschule Deutschlands und Gastronomie
- Wasserturm Bommerholz
- Naturschutzgebiet Ruhraue Witten-Gedern, westlicher Teil in Bommern, Naturbeobachtungen vom RuhrtalRadweg aus

### Herz-Jesu-Kirche
Die katholische Kirche Herz-Jesu ist ein ortsbildprägendes Kirchengebäude in Bommern. Die Kirchengemeinde gehört zum Pastoralverbund Witten-Ruhrtal im Erzbistum Paderborn.

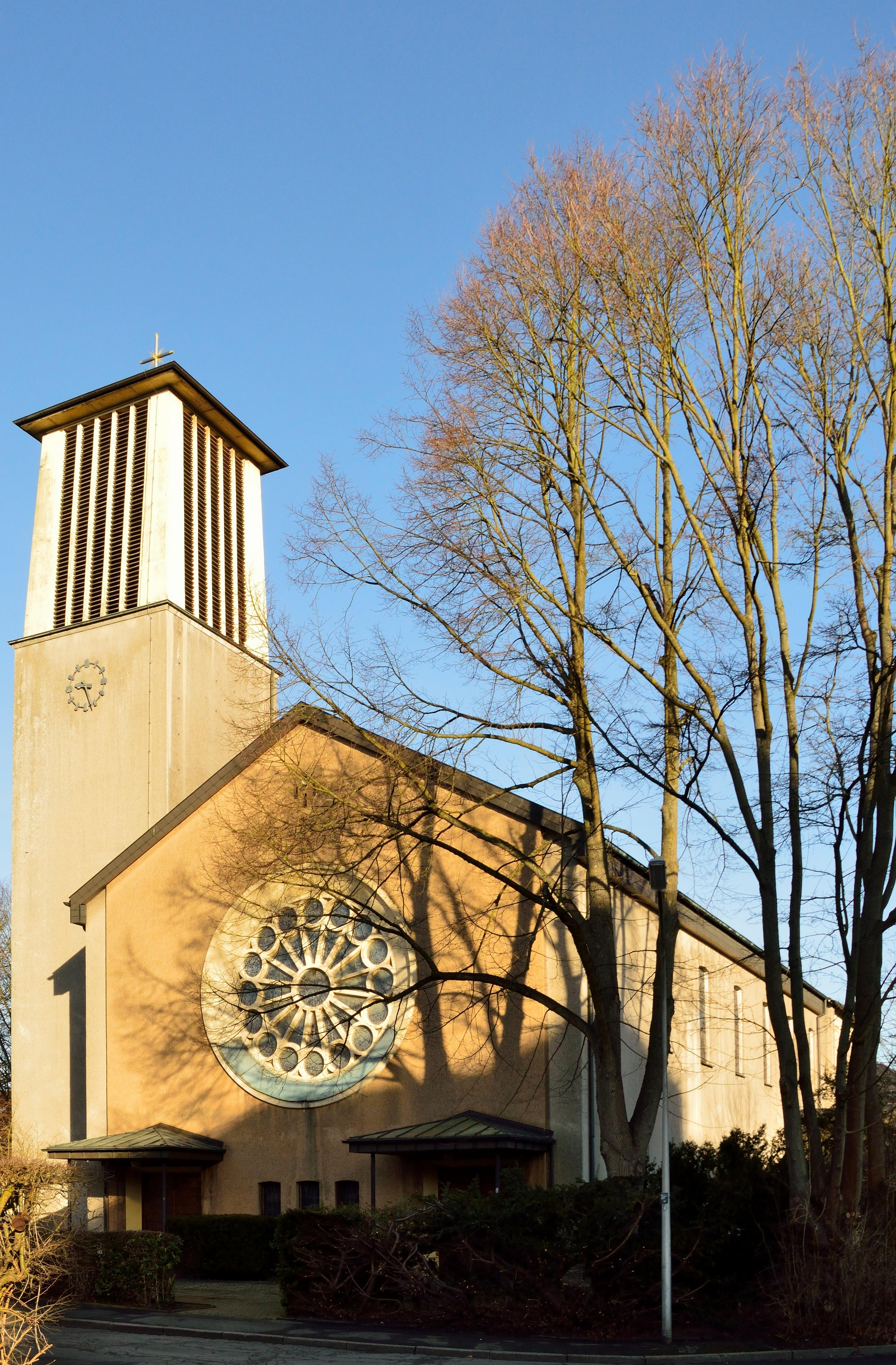
Herz-Jesu-Kirche

In Witten gab es nach der Reformation kaum noch ein katholisches Kirchenleben, die Bevölkerung hatte sich fast geschlossen der Reformation angeschlossen, die bestehende Johanneskirche wurde umgewidmet. Der Besitzer des Gutes Steinhausen war katholisch geblieben, in seiner Hauskapelle wurde noch gelegentlich ein katholischer Gottesdienst gefeiert. Witten wurde 1825 zur Stadt erhoben, die Bevölkerung stieg im Zuge der Industrialisierung stark an, 1832 wohnten etwa 2500 Menschen im Ort, 1872 waren es schon 18.500. Erste Katholiken siedelten sich um diese Zeit hier an. Von Langendreer aus wurde 1835 eine Missionsgemeinde als Gottesdienststelle eingerichtet, die einen eigenen Seelsorger bekam. Gottesdienste wurden im Haus Berge, in einem Saal abgehalten, später fanden sie in einem Holzschuppen statt, der auf dem Grundstück des heutigen Pfarramtes stand. Weitere Mitglieder dieser Missionsgemeinde waren die politischen Gemeinden Annen, Bommern, Heven und Stockum, die gesamte Kirchengemeinde umfasste etwa 400 Mitglieder. Diese Missionsgemeinde wurde 1846 zur selbständigen Pfarrgemeinde St. Marien erhoben. Eine Marienkirche wurde seit 1837 geplant, sie wurden 1848 mit 500 Sitzplätzen eingeweiht und 1896 erweitert. Von 1872 bis 1891 benutzten die Altkatholiken das Gebäude, die Mareinegemeinde errichtete an der Hauptstraße eine Notkirche aus Holz. In Annen wurde 1881 die St. Josephs-Kirche errichtet, die später abgepfarrt wurde. Der Bau der Herz-Jesu-Kirche in Stockum erfolgte 1903, sie nennt sich seit 1981 Maximilian-Kolbe-Kirche, in Bommern wurde 1903 eine Herz-Jesu-Kapelle errichtet. Die 1904 gebaute St. Josephs-Kirche in Witten-West wurde 1954 in St. Franziskus-Kirche umbenannt. 1894 konnte ein Grundstück mit einer Größe von etwa 6400 m² gekauft werden, um die alte Holzkirche von St. Marien nach hier umzusetzen, der Bischof verbot dies allerdings. Der Bau einer neuen Kirche wurde geplant, das preußische Kultusministerium bezweifelte 1902 die finanziellen Möglichkeiten der sich neu bildenden Gemeinde. Nachdem der Bonifatius seine Hilfe zusagte, wurde die Baugenehmigung erteilt und am 10. Mai 1903 der Grundstein für die Herz-Jesu-Kapelle gelegt. Die Bauplanung oblag dem Architekten Rademacher. Die Benediktion der Kapelle mit etwa 100 Sitzplätzen nahm der Dechant von Hattingen vor, die Gottesdienste übernahm zunächst der Geistliche von St. Marien. Auf dem Kirchengrundstück wurde 1904 eine katholische Volksschule errichtet, die ab 1914 als zweiklassige, katholische Kapellenschule geführt wurde. Die Erhebung zur Pfarrvikarie erfolgte 1912, erster Pfarrvikar war Theodor Legge, der später als Propst in Arnsberg fungierte. Die neue Herz-Jesu-Kirche wurde von 1956 bis 1958 nach Plänen des Architekten Heinrich Stiegemann gebaut, sie hat etwa 280 Sitzplätze, die Weihe nahm Erzbischof Lorenz Kardinal Jäger vor.

### Sportvereine und -einrichtungen
Am 31. August 1879 gründeten 37 turnbegeisterte Bürger in einer Gaststätte den Turn-Verein Bommern (TuS Bommern). Erst 1916 wurde eine Frauenabteilung hinzugefügt. Nach dem Zweiten Weltkrieg wurde am 8. Dezember 1946 der Turn- und Sportverein Bommern 1879 e. V. neu gegründet.
1905 wurde der Fußballverein SV Bommern 05 gegründet. Heute hat er außerdem noch eine Tischtennis-Abteilung.
Außerdem besteht noch der Tennis-Club Bommern (TC Bommern).
Die DLRG OG Bommern wurde 1977 gegründet. Sie betreibt neben der Schwimmausbildung im Lehrschwimmbecken Brenschenschule eine Rettungswache am Campingplatz Steger.
Sporteinrichtungen sind folgende vorhanden:
- 1 Sporthalle
- 1 Turnhalle
- 1 Sportplatz
- 1 Reitschule
- 1 Tennisanlage
- 1 Lehrschwimmbecken

### Musik
1909 wurde der Männerchor Witten-Bommern „Lyra“ 1909 e. V. als Doppelquartett gegründet. Heute zählt der Chor rund 80 aktive Mitglieder und veranstaltet jährlich Frühjahrs- und Weihnachtskonzerte in Witten.
2001 wurde in der evangelischen Kirchengemeinde Witten-Bommern der Gospelchor Singing-Alive gegründet. Der etwa 50 Mitglieder umfassende Chor wird von einer eigenen Band begleitet und veranstaltet regelmäßige Konzerte, deren Eintritte meistens frei sind.